# Gran Premio motociclistico della Malesia 2022
Il Gran Premio motociclistico della Malesia 2022 è stato la diciannovesima prova del motomondiale del 2022. Le vittorie nelle tre classi sono andate a: Francesco Bagnaia in MotoGP, Tony Arbolino in Moto2 e John McPhee in Moto3.

## MotoGP

### Arrivati al traguardo
| Pos. | Nº | Pilota            | Squadra                     | Motocicletta       | Giri | Tempo     | Griglia | Punti |
| ---- | -- | ----------------- | --------------------------- | ------------------ | ---- | --------- | ------- | ----- |
| 1º   | 63 | Francesco Bagnaia | Ducati Lenovo               | Ducati Desmosedici | 20   | 40'14.332 | 9º      | 25    |
| 2º   | 23 | Enea Bastianini   | Gresini Racing              | Ducati Desmosedici | 20   | +0.270    | 2º      | 20    |
| 3º   | 20 | Fabio Quartararo  | Monster Energy Yamaha       | Yamaha YZR-M1      | 20   | +2.773    | 12º     | 16    |
| 4º   | 72 | Marco Bezzecchi   | Mooney VR46 Racing          | Ducati Desmosedici | 20   | +5.446    | 4º      | 13    |
| 5º   | 42 | Álex Rins         | Suzuki Ecstar               | Suzuki GSX-RR      | 20   | +11.923   | 5º      | 11    |
| 6º   | 43 | Jack Miller       | Ducati Lenovo               | Ducati Desmosedici | 20   | +13.472   | 14º     | 10    |
| 7º   | 93 | Marc Márquez      | Repsol Honda                | Honda RC213V       | 20   | +14.304   | 3º      | 9     |
| 8º   | 33 | Brad Binder       | Red Bull KTM Factory Racing | KTM RC16           | 20   | +16.805   | 13º     | 8     |
| 9º   | 5  | Johann Zarco      | Prima Pramac Racing         | Ducati Desmosedici | 20   | +18.358   | 17º     | 7     |
| 10º  | 41 | Aleix Espargaró   | Aprilia Racing              | Aprilia RS-GP      | 20   | +21.591   | 7º      | 6     |
| 11º  | 21 | Franco Morbidelli | Monster Energy Yamaha       | Yamaha YZR-M1      | 20   | +23.235   | 10º     | 5     |
| 12º  | 35 | Cal Crutchlow     | WithU Yamaha RNF            | Yamaha YZR-M1      | 20   | +24.641   | 15º     | 4     |
| 13º  | 88 | Miguel Oliveira   | Red Bull KTM Factory Racing | KTM RC16           | 20   | +24.918   | 18º     | 3     |
| 14º  | 44 | Pol Espargaró     | Repsol Honda                | Honda RC213V       | 20   | +25.586   | 20º     | 2     |
| 15º  | 25 | Raúl Fernández    | Tech3 KTM Factory Racing    | KTM RC16           | 20   | +27.039   | 22º     | 1     |
| 16º  | 12 | Maverick Viñales  | Aprilia Racing              | Aprilia RS-GP      | 20   | +30.427   | 8º      |       |
| 17º  | 73 | Álex Márquez      | LCR Honda Castrol           | Honda RC213V       | 20   | +33.322   | 21º     |       |
| 18º  | 87 | Remy Gardner      | Tech3 KTM Factory Racing    | KTM RC16           | 20   | +33.691   | 19º     |       |
| 19º  | 36 | Joan Mir          | Suzuki Ecstar               | Suzuki GSX-RR      | 20   | +41.838   | 11º     |       |

### Ritirati
| Nº | Pilota                | Squadra             | Motocicletta       | Giri | Griglia |
| -- | --------------------- | ------------------- | ------------------ | ---- | ------- |
| 40 | Darryn Binder         | WithU Yamaha RNF    | Yamaha YZR-M1      | 10   | 24º     |
| 49 | Fabio Di Giannantonio | Gresini Racing      | Ducati Desmosedici | 10   | 16º     |
| 89 | Jorge Martin          | Prima Pramac Racing | Ducati Desmosedici | 6    | 1º      |
| 45 | Tetsuta Nagashima     | LCR Honda Idemitsu  | Honda RC213V       | 4    | 23º     |
| 10 | Luca Marini           | Mooney VR46 Racing  | Ducati Desmosedici | 1    | 6º      |

## Moto2

### Arrivati al traguardo
| Pos. | Nº | Pilota              | Squadra                  | Motocicletta | Giri | Tempo     | Griglia | Punti |
| ---- | -- | ------------------- | ------------------------ | ------------ | ---- | --------- | ------- | ----- |
| 1º   | 14 | Tony Arbolino       | Elf Marc VDS Racing      | Kalex        | 18   | 38'25.233 | 2º      | 25    |
| 2º   | 21 | Alonso López        | Beta Tools Speed Up      | Boscoscuro   | 18   | +11.411   | 10º     | 20    |
| 3º   | 96 | Jake Dixon          | Inde GasGas Aspar        | Kalex        | 18   | +11.802   | 4º      | 16    |
| 4º   | 37 | Augusto Fernández   | Red Bull KTM Ajo         | Kalex        | 18   | +13.206   | 6º      | 13    |
| 5º   | 18 | Manuel González     | Yamaha VR46 Master Camp  | Kalex        | 18   | +14.770   | 5º      | 11    |
| 6º   | 23 | Marcel Schrötter    | Liqui Moly Intact GP     | Kalex        | 18   | +17.166   | 14º     | 10    |
| 7º   | 6  | Cameron Beaubier    | American Racing          | Kalex        | 18   | +20.222   | 9º      | 9     |
| 8º   | 40 | Arón Canet          | Flexbox HP40             | Kalex        | 18   | +24.279   | 3º      | 8     |
| 9º   | 52 | Jeremy Alcoba       | Liqui Moly Intact GP     | Kalex        | 18   | +24.407   | 19º     | 7     |
| 10º  | 54 | Fermín Aldeguer     | Beta Tools Speed Up      | Boscoscuro   | 18   | +24.482   | 16º     | 6     |
| 11º  | 12 | Filip Salač         | Gresini Racing           | Kalex        | 18   | +30.636   | 18º     | 5     |
| 12º  | 19 | Lorenzo Dalla Porta | Italtrans Racing         | Kalex        | 18   | +33.595   | 15º     | 4     |
| 13º  | 75 | Albert Arenas       | Inde GasGas Aspar        | Kalex        | 18   | +34.448   | 13º     | 3     |
| 14º  | 64 | Bo Bendsneyder      | Pertamina Mandalika SAG  | Kalex        | 18   | +34.927   | 12º     | 2     |
| 15º  | 29 | Taiga Hada          | Pertamina Mandalika SAG  | Kalex        | 18   | +43.757   | 22º     | 1     |
| 16º  | 81 | Keminth Kubo        | Yamaha VR46 Master Camp  | Kalex        | 18   | +44.940   | 23º     |       |
| 17º  | 42 | Marcos Ramírez      | MV Agusta Forward Racing | MV Agusta F2 | 18   | +45.182   | 21º     |       |
| 18º  | 4  | Sean Dylan Kelly    | American Racing          | Kalex        | 18   | +48.818   | 25º     |       |
| 19º  | 27 | Kasma Daniel        | Petronas MIE Racing RW   | Kalex        | 18   | +53.121   | 29º     |       |
| 20º  | 72 | Borja Gomez         | Flexbox HP40             | Kalex        | 18   | +54.465   | 26º     |       |
| 21º  | 28 | Niccolò Antonelli   | Mooney VR46 Racing       | Kalex        | 18   | +54.812   | 17º     |       |
| 22º  | 20 | Azroy Anuar         | Petronas MIE Racing RW   | Kalex        | 18   | +55.685   | 28º     |       |

### Ritirati
| Nº | Pilota             | Squadra                  | Motocicletta | Giri | Griglia |
| -- | ------------------ | ------------------------ | ------------ | ---- | ------- |
| 79 | Ai Ogura           | Idemitsu Honda Team Asia | Kalex        | 17   | 1º      |
| 51 | Pedro Acosta       | Red Bull KTM Ajo         | Kalex        | 9    | 8º      |
| 61 | Alessandro Zaccone | Gresini Racing           | Kalex        | 9    | 27º     |
| 16 | Joe Roberts        | Italtrans Racing         | Kalex        | 8    | 11º     |
| 13 | Celestino Vietti   | Mooney VR46 Racing       | Kalex        | 5    | 20º     |
| 35 | Somkiat Chantra    | Idemitsu Honda Team Asia | Kalex        | 1    | 7º      |
| 98 | David Sanchis      | MV Agusta Forward Racing | MV Agusta F2 | 0    | 24º     |

## Moto3

### Arrivati al traguardo
| Pos. | Nº | Pilota               | Squadra                   | Motocicletta  | Giri | Tempo     | Griglia | Punti |
| ---- | -- | -------------------- | ------------------------- | ------------- | ---- | --------- | ------- | ----- |
| 1º   | 17 | John McPhee          | Sterilgarda Husqvarna Max | Husqvarna     | 17   | 38'04.589 | 22º     | 25    |
| 2º   | 71 | Ayumu Sasaki         | Sterilgarda Husqvarna Max | Husqvarna     | 17   | +0.045    | 7º      | 20    |
| 3º   | 11 | Sergio García        | Gaviota GasGas Aspar      | Gas Gas       | 17   | +0.146    | 3º      | 16    |
| 4º   | 5  | Jaume Masiá          | Red Bull KTM Ajo          | KTM RC 250 GP | 17   | +0.245    | 4º      | 13    |
| 5º   | 10 | Diogo Moreira        | MT Helmets - MSI          | KTM RC 250 GP | 17   | +0.319    | 11º     | 11    |
| 6º   | 7  | Dennis Foggia        | Leopard Racing            | Honda NSF250R | 17   | +0.371    | 1º      | 10    |
| 7º   | 96 | Daniel Holgado       | Red Bull KTM Ajo          | KTM RC 250 GP | 17   | +5.817    | 5º      | 9     |
| 8º   | 6  | Ryusei Yamanaka      | MT Helmets - MSI          | KTM RC 250 GP | 17   | +6.034    | 13º     | 8     |
| 9º   | 48 | Iván Ortolá          | Angeluss MTA              | KTM RC 250 GP | 17   | +6.230    | 14º     | 7     |
| 10º  | 53 | Deniz Öncü           | Red Bull KTM Tech3        | KTM RC 250 GP | 17   | +6.732    | 25º     | 6     |
| 11º  | 43 | Xavier Artigas       | CFMoto Racing PrüstelGP   | CFMoto        | 17   | +6.789    | 20º     | 5     |
| 12º  | 28 | Izan Guevara         | Gaviota GasGas Aspar      | Gas Gas       | 17   | +9.148    | 2º      | 4     |
| 13º  | 23 | Elia Bartolini       | QJMotor Avintia Racing    | KTM RC 250 GP | 17   | +13.416   | 24º     | 3     |
| 14º  | 16 | Andrea Migno         | Rivacold Snipers          | Honda NSF250R | 17   | +13.682   | 6º      | 2     |
| 15º  | 31 | Adrián Fernández     | Red Bull KTM Tech3        | KTM RC 250 GP | 17   | +14.659   | 19º     | 1     |
| 16º  | 63 | Syarifuddin Azman    | VisionTrack Racing        | Honda NSF250R | 17   | +14.812   | 21º     |       |
| 17º  | 27 | Kaito Toba           | CIP Green Power           | KTM RC 250 GP | 17   | +14.990   | 17º     |       |
| 18º  | 66 | Joel Kelso           | CIP Green Power           | KTM RC 250 GP | 17   | +20.530   | 15º     |       |
| 19º  | 20 | Lorenzo Fellon       | SIC58 Squadra Corse       | Honda NSF250R | 17   | +28.240   | 27º     |       |
| 20º  | 9  | Nicola Fabio Carraro | QJMotor Avintia Racing    | KTM RC 250 GP | 17   | +28.285   | 23º     |       |
| 21º  | 64 | Mario Aji            | Honda Team Asia           | Honda NSF250R | 17   | +43.055   | 29º     |       |
| 22º  | 22 | Ana Carrasco         | BOE Motorsports           | KTM RC 250 GP | 17   | +43.250   | 28º     |       |
| 23º  | 70 | Joshua Whatley       | VisionTrack Racing        | Honda NSF250R | 17   | +54.110   | 31º     |       |

### Ritirati
| Nº | Pilota         | Squadra                 | Motocicletta  | Giri | Griglia |
| -- | -------------- | ----------------------- | ------------- | ---- | ------- |
| 72 | Taiyo Furusato | Honda Team Asia         | Honda NSF250R | 15   | 18º     |
| 54 | Riccardo Rossi | SIC58 Squadra Corse     | Honda NSF250R | 12   | 9º      |
| 99 | Carlos Tatay   | CFMoto Racing PrüstelGP | CFMoto        | 12   | 16º     |
| 67 | Alberto Surra  | Rivacold Snipers        | Honda NSF250R | 8    | 26º     |
| 24 | Tatsuki Suzuki | Leopard Racing          | Honda NSF250R | 4    | 8º      |
| 44 | David Muñoz    | BOE Motorsports         | KTM RC 250 GP | 3    | 10º     |
| 82 | Stefano Nepa   | Angeluss MTA            | KTM RC 250 GP | 1    | 12º     |
| 19 | Scott Ogden    | VisionTrack Racing      | Honda NSF250R | 1    | 30º     |